# Nechanice
Nechanice (en allemand : Nechanitz) est une ville du district de Hradec Králové, dans la région de Hradec Králové, en République tchèque. Sa population s'élevait à 2 349 habitants en 2022.

## Géographie
Nechanice se situe sur la rivière Bystřice dans le nord-est de la Bohême. Le centre-ville se trouve à 11 km à l'est de Nový Bydžov, à 15 km à l'ouest-nord-ouest de Hradec Králové et à 88 km à l'est-nord-est de Prague.
La commune est limitée par Petrovice, Pšánky, Stračov et Mžany au nord, par Mokrovousy, Třesovice, Střezetice et Dolní Přím à l'est, par Hrádek, Kunčice et Boharyně au sud, par Barchov au sud-ouest, et par Zdechovice, Kobylice et Lodín à l'ouest.

## Histoire
La première mention écrite de la localité, dans un acte délivré par le roi Venceslas Ier de Bohême, date de 1228. À l'époque, ici se trouvaient une église et un château propriété des seigneurs de Krumlov. Lorsque la lignée s'éteignit vers 1302, le fief retourna à la couronne de Bohême ; plus tard, elle fut la propriété de la famille Valdštejn.

## Administration
La commune se compose de huit sections :
- Nechanice
- Komárov
- Lubno
- Nerošov
- Sobětuš
- Staré Nechanice
- Suchá
- Tůně

## Galerie

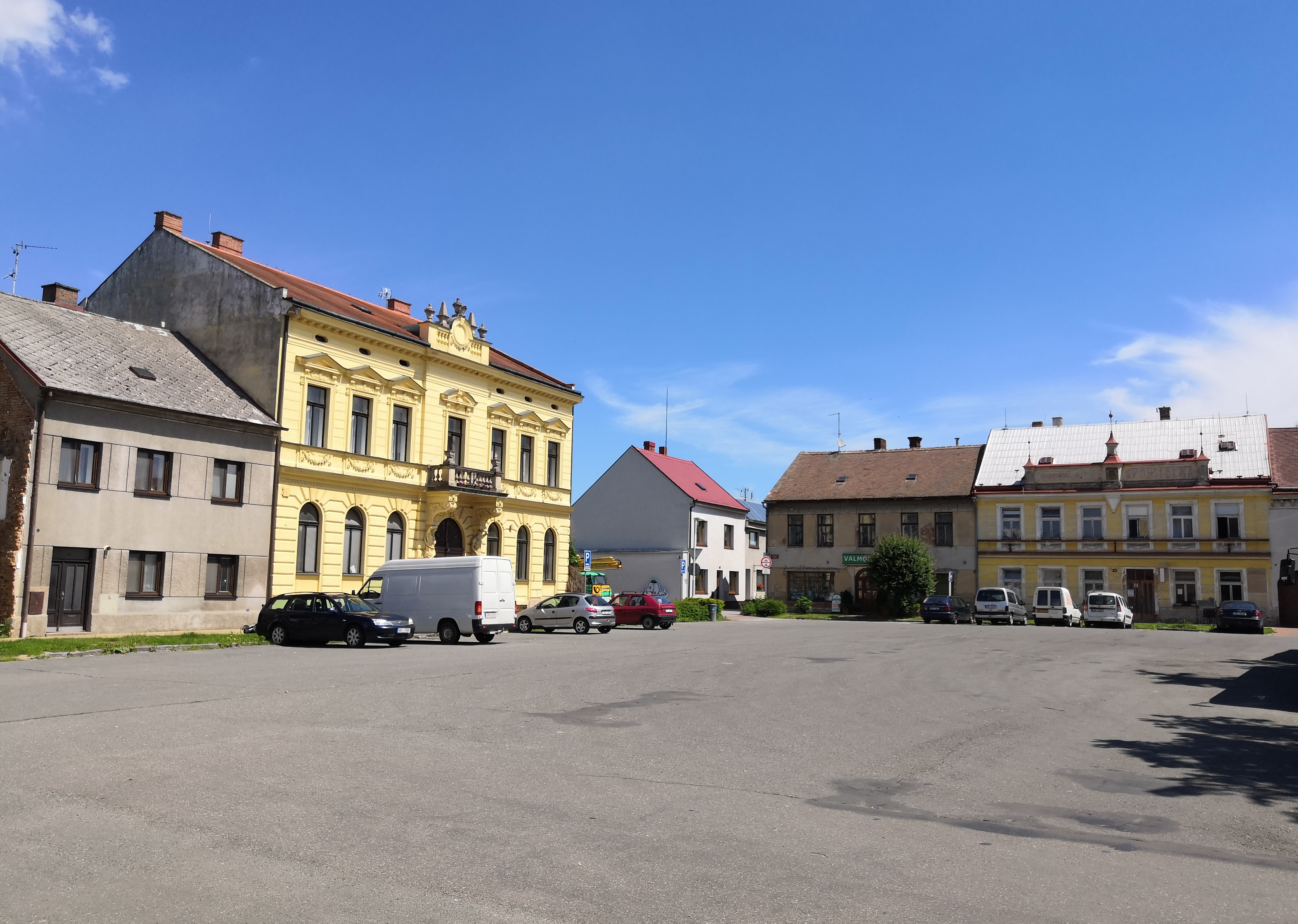
Place Hus.
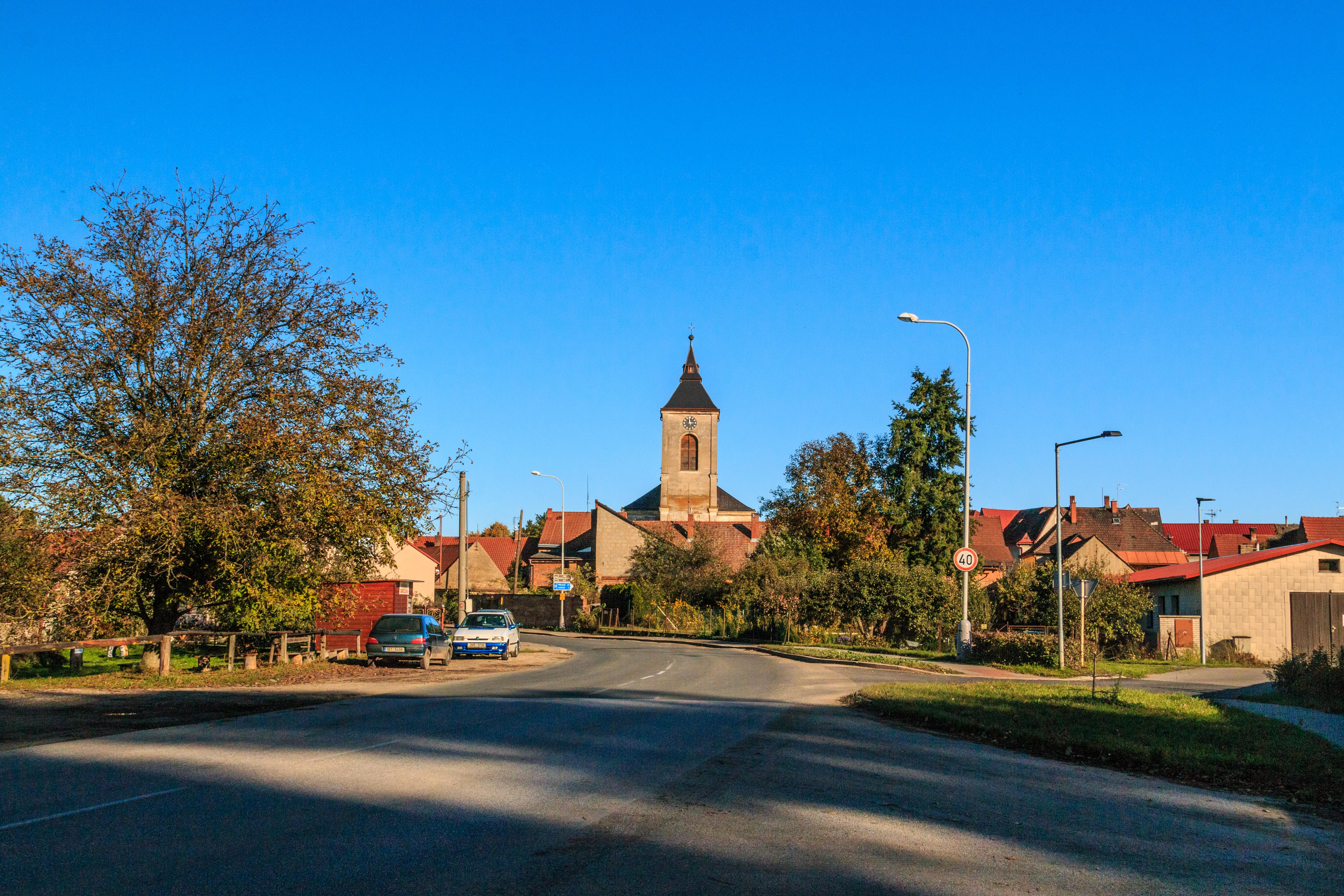
Havlíčkova.

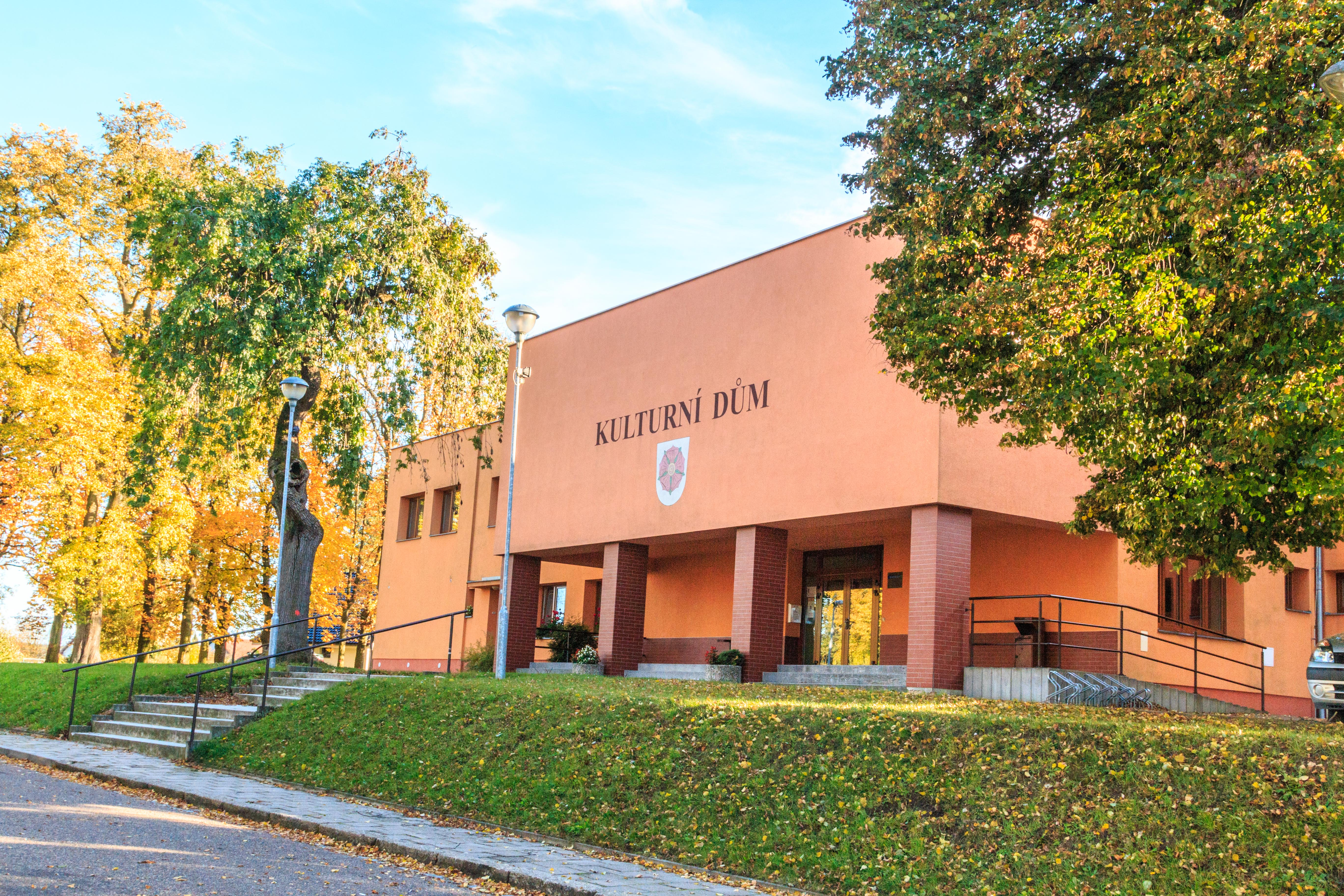
Maison de la culture.
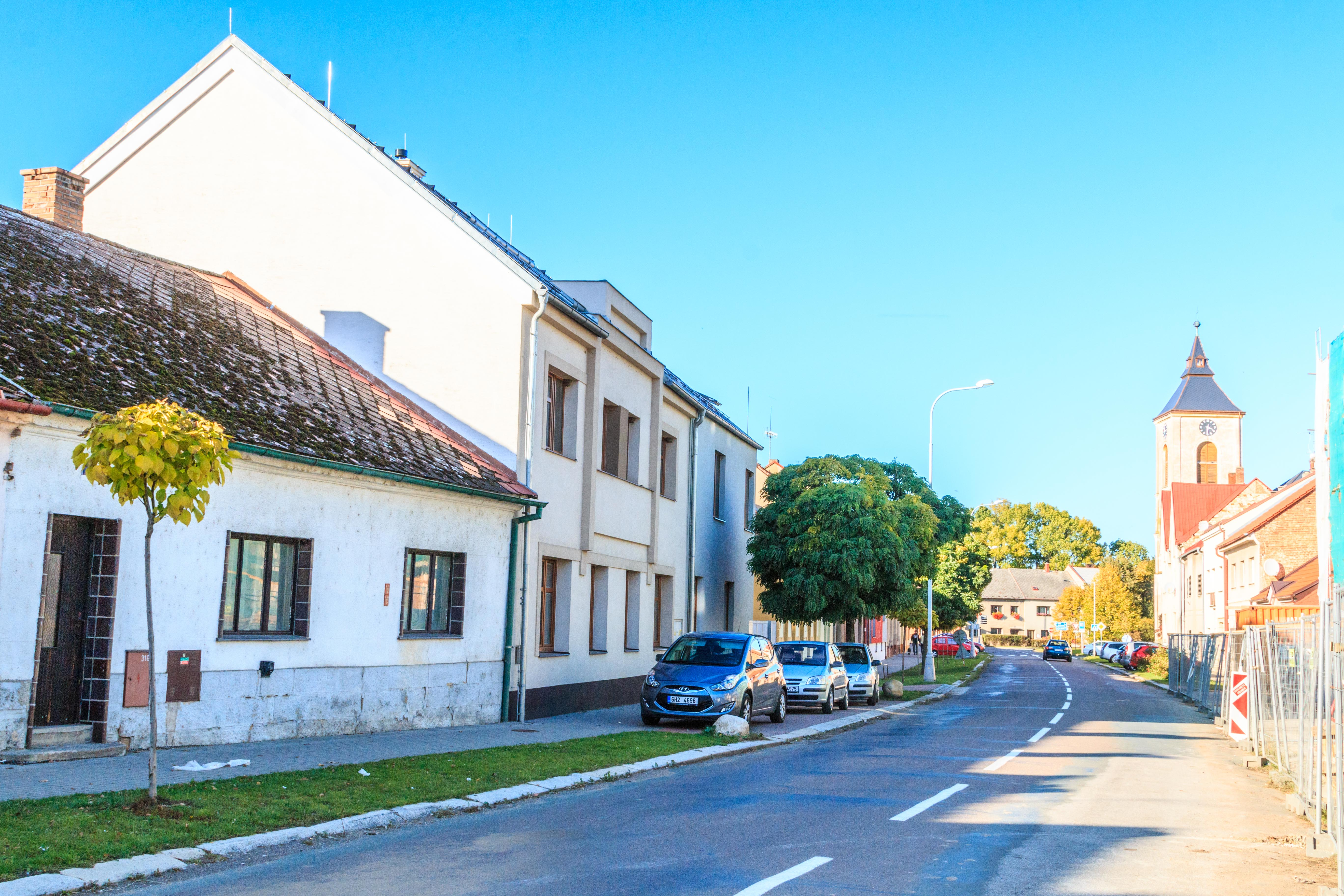
Pražská.

## Transports
Par la route, Nechanice se trouve à 11 km de Nový Bydžov, à 19 km de Hradec Králové et à 110 km de Prague. 

## Personnalités
Sont nés à Nechanice :
- Ignace Raab (1715-1787), frère jésuite et peintre de renom ;
- Jean-Baptiste Vanhal (1739-1813), compositeur ;
- Johann Bohak (1755-1805), facteur d'instruments à clavier ;
- Alois Rašín (1867-1923), homme politique ;
- Vladimír Hubáček (1932-2021), pilote automobile.